# HD38471
HD38471 — хімічно пекулярна зоря спектрального класу B9, що має видиму зоряну величину в смузі V приблизно  7,6.
Вона  розташована на відстані близько 1503,0 світлових років від Сонця.

## Пекулярний хімічний вміст
Зоряна атмосфера HD38471 має підвищений вміст 
Si
.